# روغن گیاهی

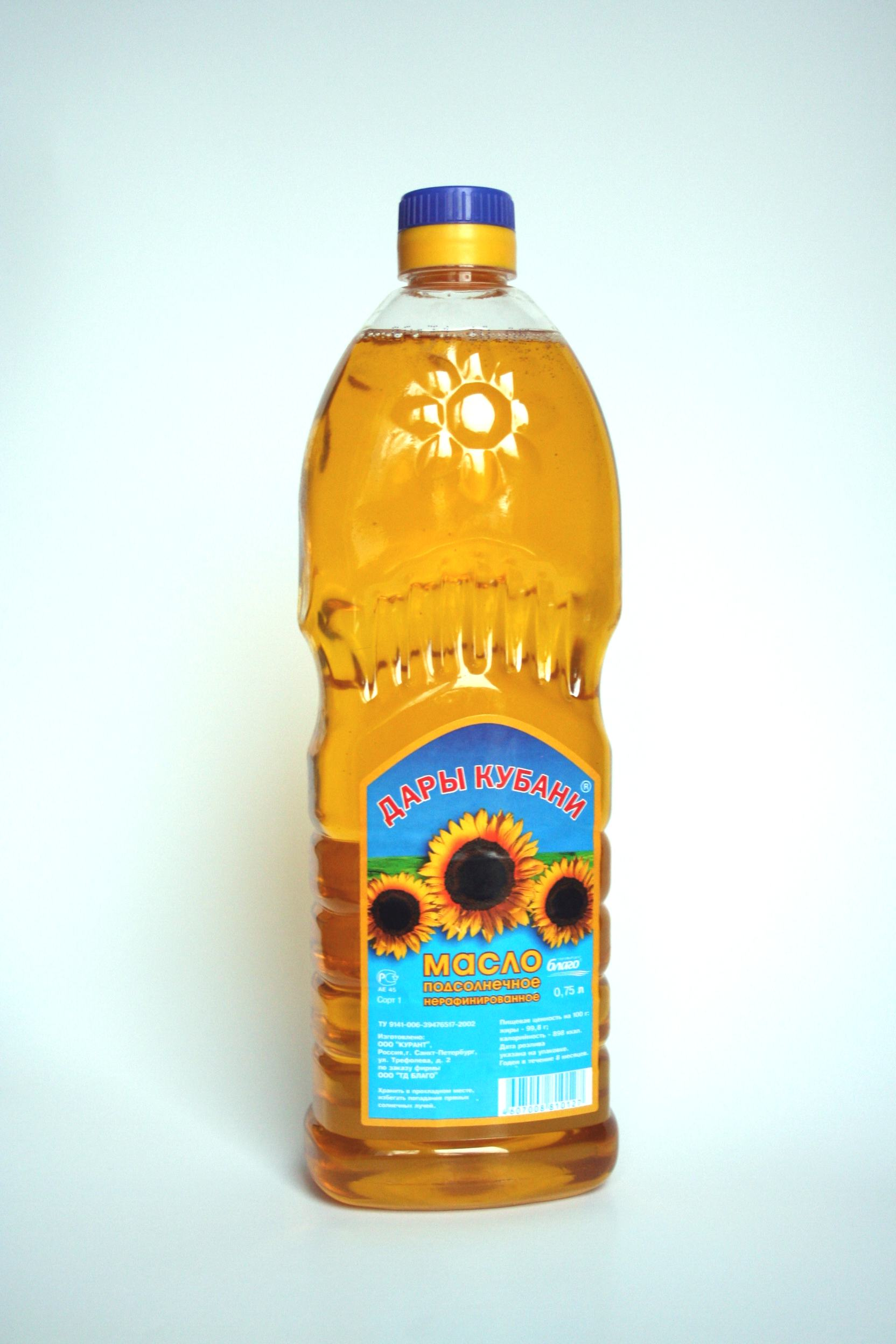
روغن تخمه آفتاب گردان

روغن گیاهی یا روغن نباتی یا روغن سبزیجات، تری‌گلیسرید استخراج‌شده از گیاهان است. اصطلاح «روغن گیاهی» را می‌توان تنها برای روغن‌های گیاهی که در دمای اتاق مایع هستند تعریف کرد، یا به‌طور کلی بدون توجه به حالت ماده در دمای داده شده تعریف کرد. به همین دلیل، روغن‌های گیاهی که در دمای اتاق جامد هستند گاهی چربی‌های گیاهی نامیده می‌شوند. در مقابل این تری گلیسیرید، موم گیاهی فاقد گلیسیرین در ساختار آن‌ها است. اگر چه از بسیاری از بخش‌های گیاه ممکن است روغن برداشت شود، در عمل تجاری، روغن بیشتر از دانه استخراج می‌شود.

## تولید

ساختار شیمیایی یکی از بسیاری از تری گلیسیریدهای موجود در روغنهای گیاهی. اسید چرب آبی رنگ اشباع شده، اسید چرب قرمز رنگ غیراشباع و اسیدچرب سبز ساده است.

فرایند تولید روغن گیاهی شامل حذف روغن از اجزای گیاه، و به‌طور معمول از دانه‌های آن است. این کار می‌تواند از طریق استخراج مکانیکی با استفاده از آسیاب روغن یا استخراج شیمیایی با استفاده از یک حلال انجام شود. روغن استخراج شده را سپس می‌توان تصفیه کرده یا با روش‌های شیمیایی خواص آن را تغییر داد.

### عصاره‌گیری مکانیکی
روغن‌ها را می‌توان از طریق استخراج مکانیکی، اصطلاحاً «پرس کردن» تولید کرد. این روش معمولاً برای تولید روغن‌های سنتی (به عنوان مثال، زیتون، نارگیل و غیره) استفاده می‌شود و بیشتر مشتریان «غذای سالم» در ایالات متحده و اروپا آن را ترجیح می‌دهند. چندین نوع مختلف استخراج مکانیکی روغن وجود دارد.

### استخراج با حلال
فرآوری روغن گیاهی در مصارف تجاری معمولاً با استخراج شیمیایی و با استفاده از حلال‌های شیمیایی انجام می‌شود که سرعت و بازده بیشتری داشته و هزینه کمتری دارد. متداول‌ترین حلال مورد استفاده، هگزان است که یک ماده بدست آمده از نفت است. از این روش برای بیشتر روغن‌های صنعتی «جدیدتر» مانند روغن سویا و ذرت استفاده می‌شود. پس از استخراج، حلال با حرارت دادن مخلوط تا حدود ۱۴۹ درجه سلسیوس تبخیر می‌شود.
از دی‌اکسید کربن فوق بحرانی می‌توان به عنوان یک گزینه غیر-سمی به جای حلال‌های دیگر استفاده کرد.

### هیدروژناسیون
روغن‌ها ممکن است تا حدودی هیدروژنه شوند تا روغن‌های مختلفی تولید شود. روغن‌هایی که مقدار کمی هیدروژنه شده‌اند؛ خواص فیزیکی بسیار مشابهی با روغن سویا دارند، اما مقاومت به فاسد شدن آن‌ها بیشتر است.

### خوشبو سازی

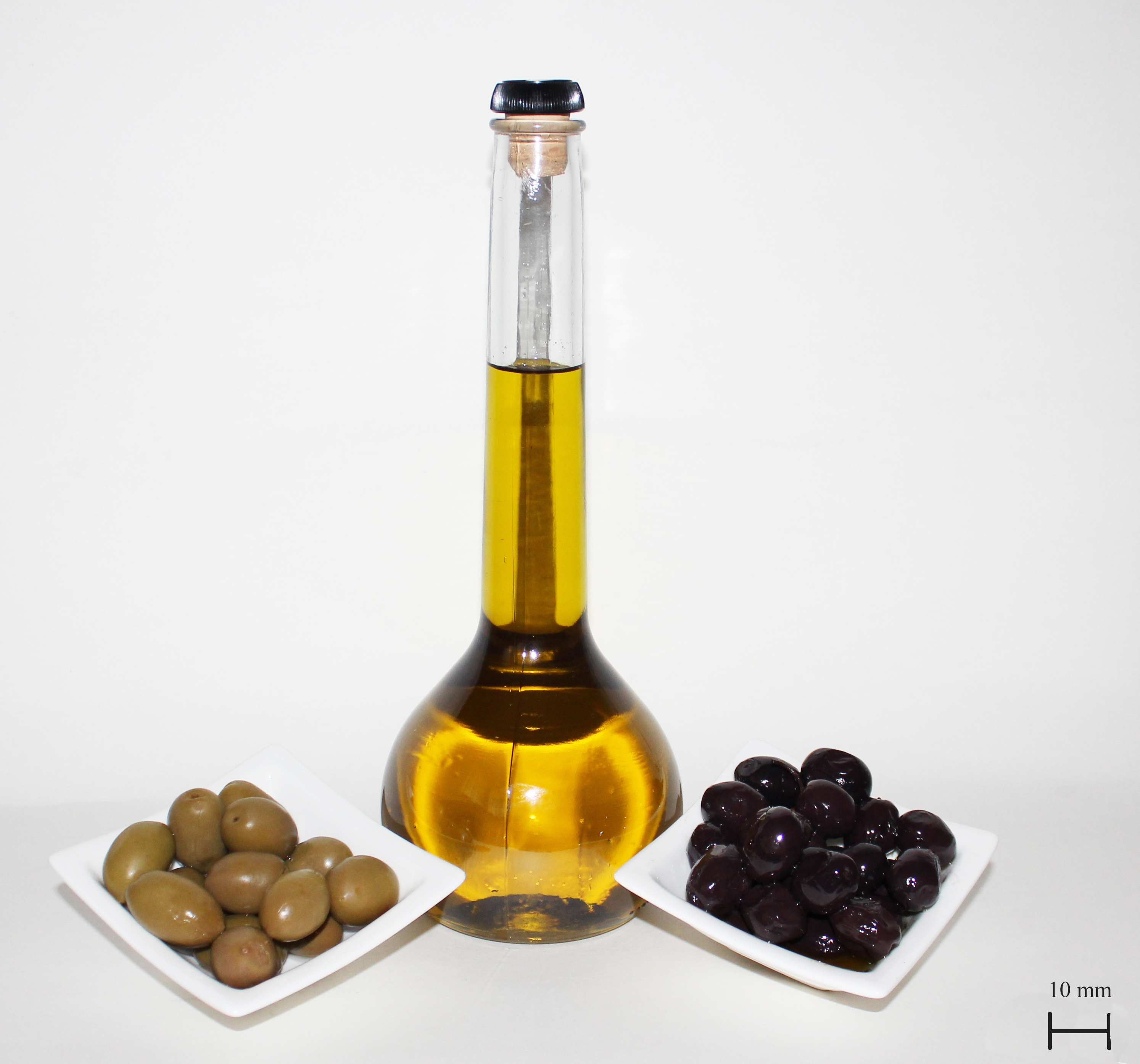
روغن زیتون

در حین فراوری روغن‌های خوراکی آنها را تا دمای نزدیک نقطه دود آن یعنی ۲۳۲ درجه سلسیوس گرم می‌کنند، و به زیر روغن آب اضافه می‌کنند. آب بلافاصله تبدیل به بخار شده و با عبور از میان روغن، مواد شیمیایی حلال در آب را با خود می‌شوید. پاشش بخار ناخالصی‌هایی را که می‌توانند باعث بوی نامطبوع روغن شوند را از بین می‌برد. خوشبو سازی یا بوزدایی یکی از فرایندهای اصلی در تولید روغن‌های گیاهی است. تقریباً تمام روغن‌های سویا، ذرت، و کانولایی که در سوپرمارکتها یافت می‌شوند یک مرحله بوزدایی شده‌اند و این کار باعث از بین رفتن بوی نامطلوب و روشن‌تر شدن روغن می‌شود.

### قرارگیری در معرض بیماری در محل کار
کارگران در محیط کار ممکن است بخار روغن را به همراه هوا تنفس کنند. اداره ایمنی و بهداشت شغلی آمریکا (OSHA) برای قرار گرفتن در معرض غبار روغنی محدودیت قانونی (حد مجاز مواجهه) در نظر گرفته است که حد مجاز آن ۱۵ میلی‌گرم در متر مکعب در معرض کل و ۵ میلی‌گرم در متر مکعب در معرض تنفس در طی یک روز کاری ۸ ساعته می‌باشد.

### بازده

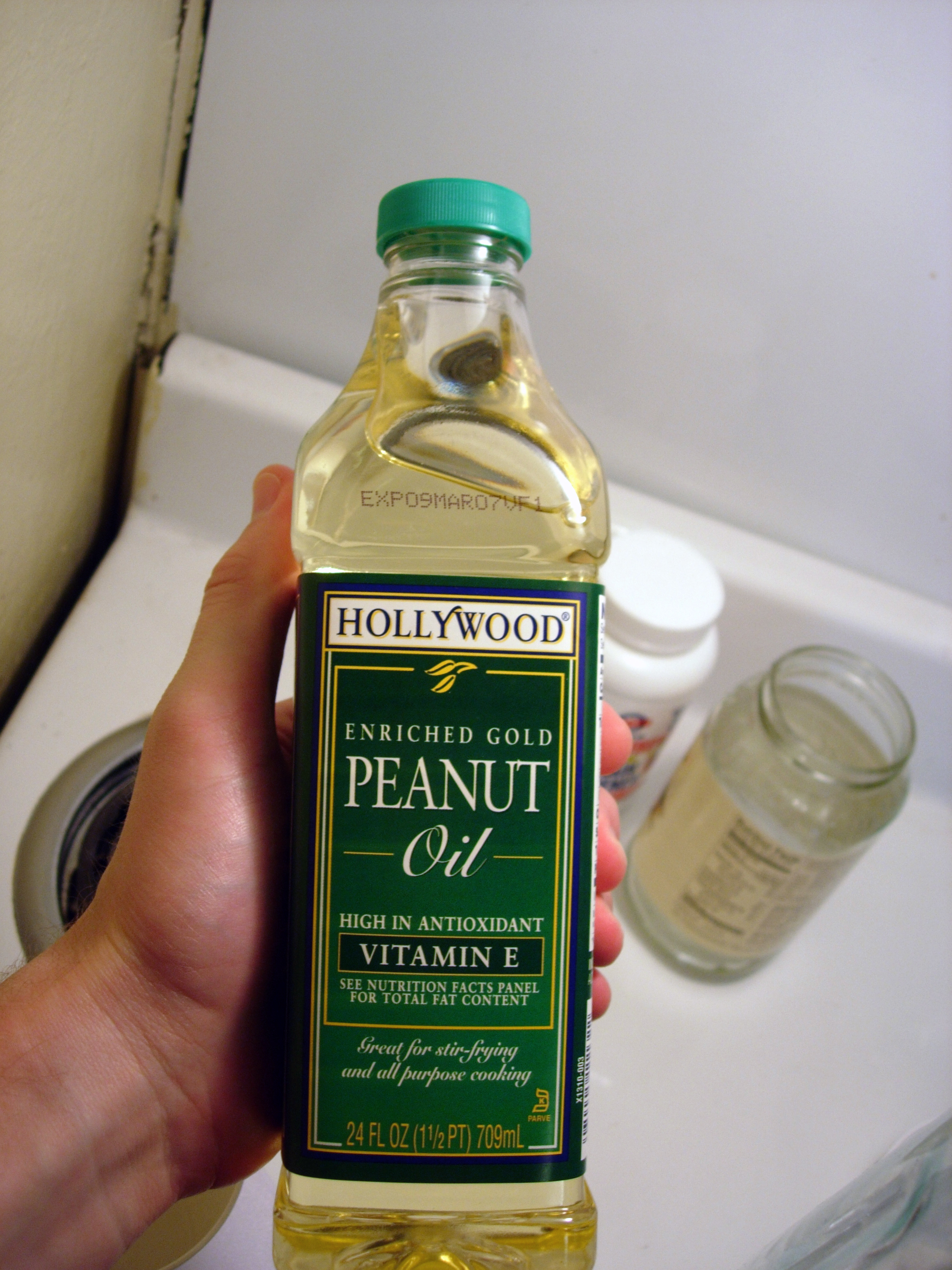
روغن بادام زمینی

بهره‌وری معمولی برخی از محصولات روغنی، بر حسب تن روغن تولید شده در هر هکتار زمین در سال اندازه‌گیری می‌شود. نخل روغنی با بیشترین بازده محصول است که می‌تواند سالانه حدود ۴ تن روغن نخل (روغن پالم) در هر هکتار تولید کند.
| محصول            | بازده (تن/هکتار/سال) |
| ---------------- | -------------------- |
| روغن پالم        | 4.0                  |
| روغن نارگیل      | 1.4                  |
| روغن کانولا      | 1.4                  |
| روغن سویا        | 0.6                  |
| روغن آفتاب گردان | 0.6                  |